# János Bródy
János Bródy (v maďarštině Bródy János [bródy jánoš], * 5. dubna 1946 v Budapešti, Maďarsko) je maďarský zpěvák, kytarista, skladatel a textař. Patří k výrazným postavám maďarské rockové kultury.

## Profesní dráha

### Illés a Fonográf
Po maturitě v roce 1964 zaujal místo kytaristy ve skupině Illés, kde se plně prosadil jeho talent hudebníka i textaře. Prosazoval názor, že původní rockovou píseň je možné zpívat maďarsky. Své texty psal především na hudbu Levente Szörényiho. Ve svých textech dokázal v tehdejších politických poměrech vyslovit dříve nemyslitelné. Používal velmi diplomatický jazyk, kterým často dokázal oklamat cenzuru – jeho náznaky bylo nutné číst "mezi řádky".
Spolu se skupinou Illés Bródy spolupracoval se Zsuzsou Koncz, nahráli spolu jejích prvních pět alb. Její píseň Ha én rózsa volnék, jejímž je Bródy autorem, se stala příčinou zákazu alba Jelbeszéd. Následoval rozpad skupiny Illés, Szörényi a Bródy poté založili novou skupinu Fonográf. V tomto období také napsali rockovou operu István, a király.

### Sólová dráha

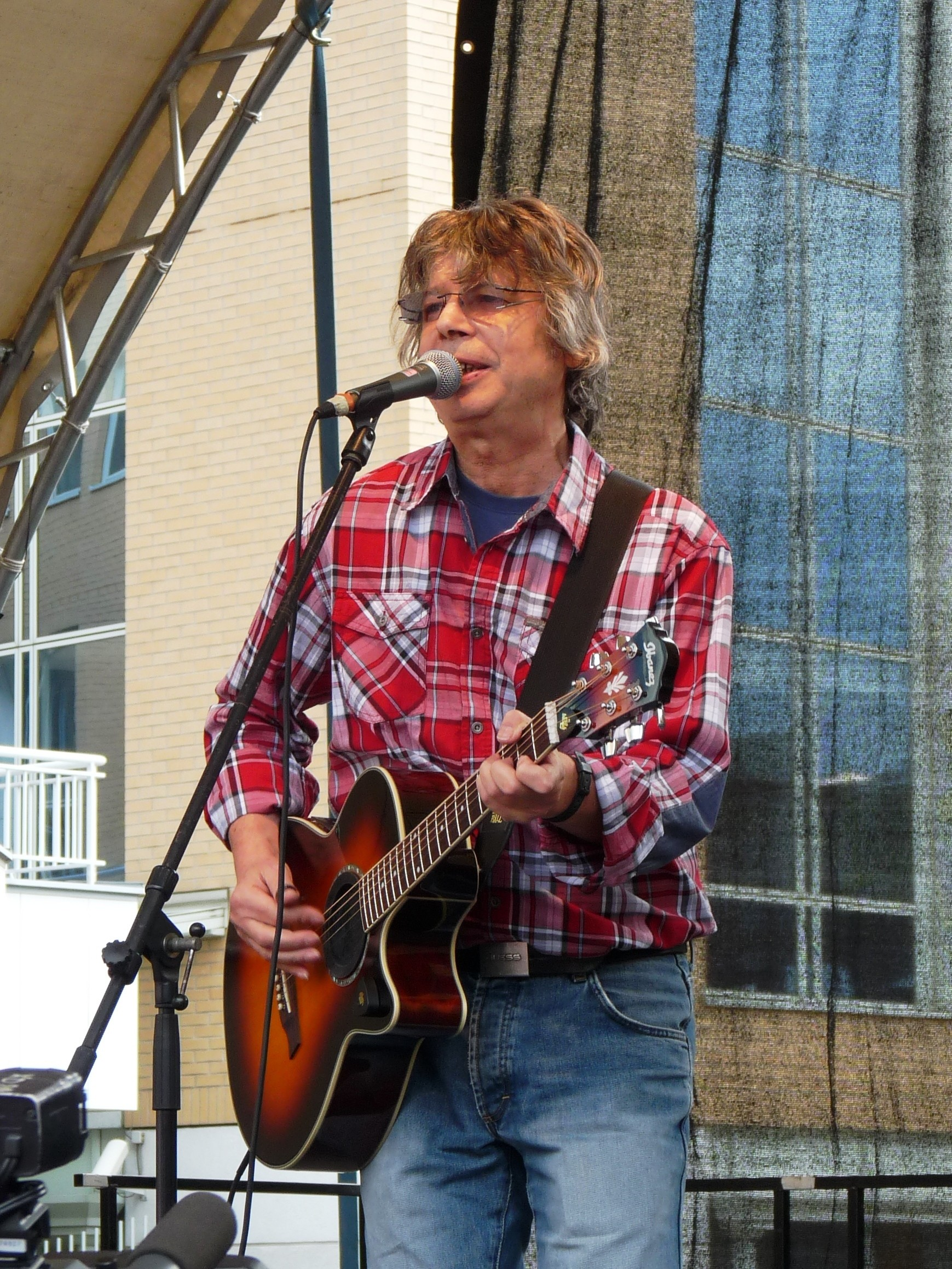
János Bródy v roce 2010

V roce 1978 se Bródy vydal na sólovou dráhu. Tehdy absolvoval své první koncerty v divadlech Várszínház a Egyetemi színpad s programem nazvaným Az utca másik oldalán (v překladu Na druhé straně ulice). Od 80. let 20. století vydává svá vlastní hudební alba.
Nadále koncertuje a píše písně nejen pro sebe, ale i pro své přátele.

## Sólová diskografie
- Hungarian Blues (1980)
- Ne szólj szám (1984)
- Hang nélkül (1989)
- Az utca másik oldalán (1994)
- Volt egyszer egy Bródy János (1995 – koncertní album)
- Kockázatok és mellékhatások (2001)